# Hrvatski nogometni klub Segesta
Il Hrvatski nogometni klub Segesta è una squadra di calcio di Sisak, nella regione di Sisak e della Moslavina (Croazia).

## Storia
La squadra viene fondata nel 1906 (a cavallo fra giugno e luglio) da uno studente 13enne, Ivo Stipčić, che ha appena ricevuto in regalo un pallone da calcio in pelle grazie al buon rendimento scolastico. La chiama Ferijalni športski klub "Segesta" (Ferijalni sta per ferie, Stipčić ed i suoi compagni di scuola si trovano a Sisak d'estate, durante le vacanze).
"Segesta" era il nome illirico del vecchio insediamento da cui la moderna Sisak si è sviluppata.
Entra a far parte della federcalcio jugoslava il 14 febbraio 1921. Nel periodo fra le due guerre, il Segesta gioca a livello regionale e, pur vincendo più volte il campionato provinciale della sottofederazione di Zagabria, non viene mai ammesso alle serie superiori.
Dopo la seconda guerra mondiale cambia il nome in Naprijed (= avanti), per poi riprendere il nome Segesta nel 1952. Nella stagione 1977-78 vince il campionato croato settentrionale (terza divisione), poi trionfa anche nella finale fra le vincitrici dei 4 gironi battendo il Solin (2-0 a Sisak, 0-1 a Salona) e si laurea campione croato dilettante. Nella fase finale contro le altre vincitrici delle repubbliche conquista il secondo posto: nella semifinale, disputata a Lubiana il 3 luglio 1978, batte il Mercator per 2-0 (reti di Marković e Radojčić), mentre nella finale, a Zemun il 13 agosto 1978, perde contro il Galenika Zemun per 2-6 (reti di Cavrić e Maoduš).
Nella Croazia indipendente ha disputato 5 stagioni nella massima divisione, il miglior risultato è stato l'8º posto (due volte: 1995 e 1996). Nella coppa di Croazia per 4 volte è riuscita a raggiungere i quarti di finale.
In occasione del centenario del club, il 30 agosto 2006, tiene un'amichevole con la nazionale croata al Gradski stadion di Sisak.
Il 26 settembre 2006 si tiene una sessione solenne in cui sono stati premiati allenatori e giocatori di tutti i tempi: ai giocatori Slavko Draženović, Ivan Sertić, Dubravko Kahler, Željko Plepelić, Milan Radojčić, Branimir Agarević, Zoran Buinac, Nikica Valent, Josip Cavrić, Danijel Kukić e Damir Stefanović, più il 92enne Rudolf Draženović, il più vecchio giocatore del Segesta in vita; agli allenatori Stjepan Grgec e Nikola Dobranić, ai presidenti Vladimir Posavec, Dragan Božić e Đuro Brodarac; ai dirigenti Vlado Svilokos e Stojanu Lamzi; ai giornalisti Miroslav Matovina i Branko Kanižaj.
Dopo la solenne premiazione si tiene un'amichevole contro i bulgari dello Jantra Gabrovo (6-2 per il Segesta al Gradski stadion).

## Cronistoria

### In Europa
| Stagione | Competizione | Turno    | Avversario      | In casa | Fuori | Totale    |
| -------- | ------------ | -------- | --------------- | ------- | ----- | --------- |
| 1996     | Intertoto    | Girone 6 | Örgryte         | 1–1     | –     | –         |
| 1996     | Intertoto    | Girone 6 | Hapoel Tel Aviv | –       | 3–1   | –         |
| 1996     | Intertoto    | Girone 6 | Rennes          | 2–1     | –     | –         |
| 1996     | Intertoto    | Girone 6 | Lucerna         | –       | 1–0   | –         |
| 1996     | Intertoto    | SF       | Örebro          | 4–0     | 1–4   | 5–4       |
| 1996     | Intertoto    | Finale   | Silkeborg       | 1–2     | 1–0   | 2–2 (gfc) |

## Strutture

### Stadio

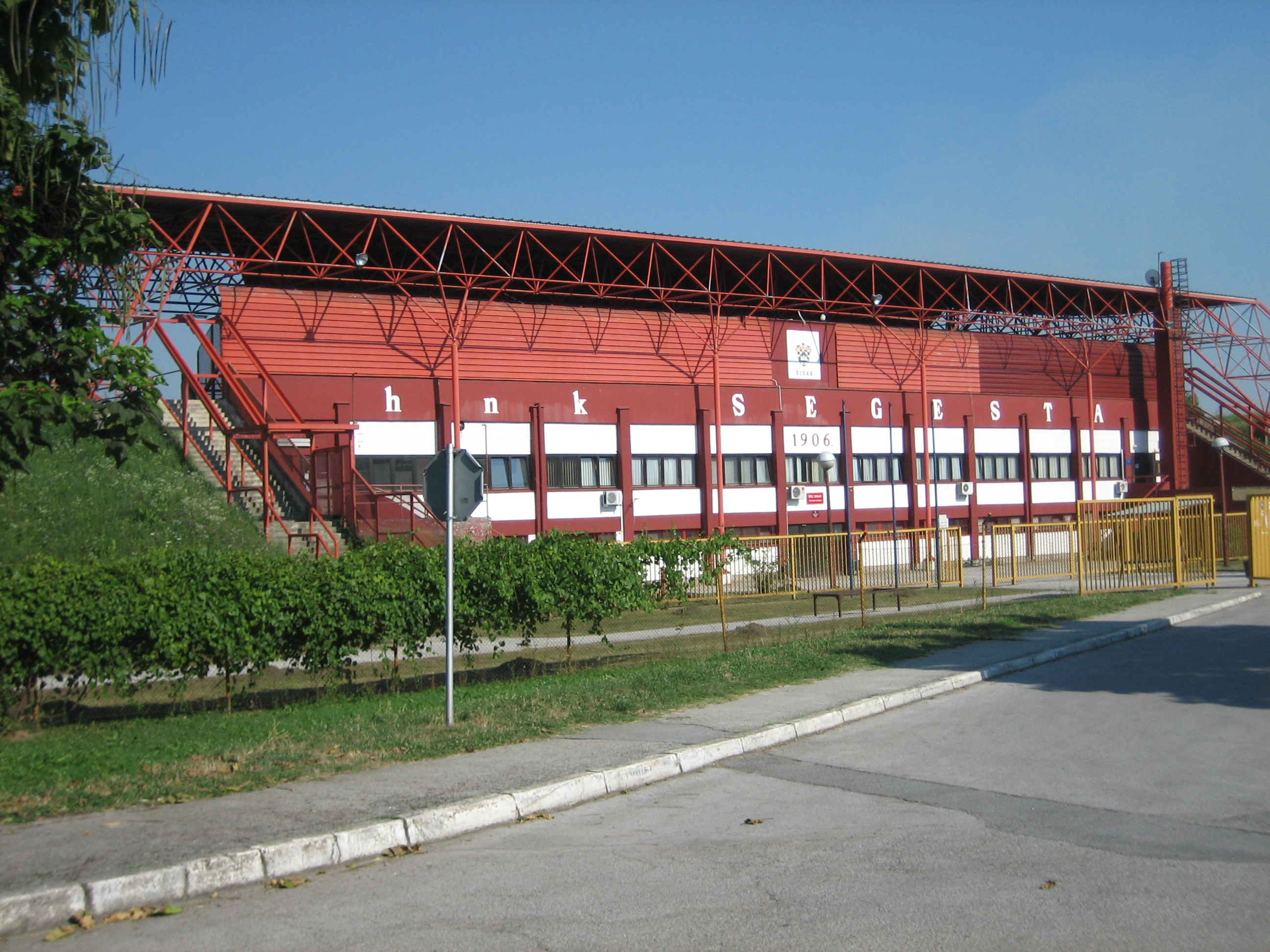
Gradski stadion Sisak

Il HNK Segesta ha sempre giocato al Gradski Stadion che attualmente ha una capienza di circa 8000 posti, di cui 1442 a sedere. Lo stadio è stato inaugurato nel 1956 (i lavori erano iniziati nel 1954 ma erano stati interrotti per il ritrovamento di reperti nella necropoli di Siscia).

## Giocatori ed allenatori di rilievo
| - Stjepan Lamza - Marko Mlinarić - Tomislav Piplica - Mladen Munjaković - Mladen Bartolović - Silvio Marić - Zlatko Kranjčar - Branko Ivanković - Milivoj Bračun - Ivan Pudar - Stjepan Čordaš |  | - Srećko Bogdan - Fuad Šašivarević - Vladimir Petrović - Hari Vukas - Alen Peternac - Anto Petrović - Igor Prijić - Vjeran Simunić - Ivan Tomičić - Ivo Šeparović - Ivica Vidović |

## Palmarès

### Competizioni nazionali
- Hrvatska republička liga: 3

1951 (girone Nord), 1971-1972, 1977-1978 (girone Nord)

### Altri piazzamenti
- Druga hrvatska nogometna liga:

Terzo posto: 1998-1999, 2003-2004 (girone sud)
- Coppa Intertoto UEFA:

Finalista: 1996

## Tifoseria
I tifosi più accesi sono gli Antitalenti, gruppo fondato nel 1989. La rivalità più accesa è con i Gerilaca (guerriglieri) del Moslavina.